# Bronygarth
Bronygarth – wieś w Anglii, w hrabstwie Shropshire. Leży 34 km na północny zachód od miasta Shrewsbury i 257 km na północny zachód od Londynu.